# Роберт Фрост: Полюбовна суперечка зі світом
«Роберт Фрост: Полюбовна суперечка зі світом» (фр. Robert Frost: A Lover's Quarrel with the World) — американський документально-біографічний фільм про американського поета, чотириразового лауреата Пулітцерівської премії — Роберта Фроста, створений режисеркою Ширлі Кларк у 1963 році. Фільм здобув премію «Оскар» 1964 року в категорії найкращий документальний повнометражний фільм.

## Зміст
У фільмі, який був завершений незадовго до смерті знаменитого поета у 1963 році, показано життя і творчість Роберта Фроста. У стрічці поет розповідає про своє життя, де включені кадри з «Коледжу Сари Лоренс», дослідження його робіт, а також сцени з життя Фроста в сільській місцевості і спогадами автора. Творці фільму також включили в сюжет кадри вручення поетові нагороди президенту Джону Кеннеді і подорожі на авіаносці.

## Визнання
| Нагороди та номінації фільму «Роберт Фрост: Полюбовна суперечка зі світом» | Нагороди та номінації фільму «Роберт Фрост: Полюбовна суперечка зі світом» | Нагороди та номінації фільму «Роберт Фрост: Полюбовна суперечка зі світом» | Нагороди та номінації фільму «Роберт Фрост: Полюбовна суперечка зі світом» | Нагороди та номінації фільму «Роберт Фрост: Полюбовна суперечка зі світом» | Нагороди та номінації фільму «Роберт Фрост: Полюбовна суперечка зі світом» |
| Рік                                                                        | Кінофестиваль/кінопремія                                                   | Категорія/нагорода                                                         | Номінант                                                                   | Результат                                                                  | Результат                                                                  |
| -------------------------------------------------------------------------- | -------------------------------------------------------------------------- | -------------------------------------------------------------------------- | -------------------------------------------------------------------------- | -------------------------------------------------------------------------- | -------------------------------------------------------------------------- |
| 1963                                                                       | Премія Оскар                                                               | Найкращий документальний повнометражний фільм                              | Найкращий документальний повнометражний фільм                              | Перемога                                                                   |                                                                            |